# Grand Prix Belgie 2010
Velká cena Belgie závodů Formule 1 se konala dne 29. srpna 2010 na okruhu ve Spa.

## Závody
Jako při každé velké ceně Formule 1 se i v Maďarsku konaly doprovodné závody nižších tříd.
Mimo jiné závod GP2 a spousta dalších.

## Průběh závodu

### Tréninky
Trénink byl jako tradičně velkou loterií, protože se několikrát prohnaly mraky s přeháňky.

### Kvalifikace
V první části kvalifikace vypadli Pedro de la Rosa, Vitalij Petrov který, havaroval, Lucas di Grassi, Sakon Jamamoto, Bruno Senna, Kamui Kobajaši a Jarno Trulli. 

Přes druhou část kvalifikace neprošli Michael Schumacher, Timo Glock, Sébastien Buemi, Nico Rosberg, Heikki Kovalainen, Vitantonio Liuzzi a Jaime Alguersuari.

### Závod
Po startu se na první místo dostal Lewis Hamilton, který si tuto pozici udržel až do konce závodu. Za ním se držel Mark Webber spolu s Robertem Kubicou. Sebastian Vettel ztratil naději na dobrý výsledek, když narazil do vozu Jensona Buttona. Pro něho závod skončil, ale Vettel pokračoval dále. Aby jeho trápení nebylo dost, postihl ho ještě defekt kola po střetu s jiným autem. Nakonec závod dokončil na 15. místě.

## Výsledky

### Závod
| #   | Jméno              | Stáj                | Body | Čas      | SP  | +/-  |
| --- | ------------------ | ------------------- | ---- | -------- | --- | ---- |
| 1.  | Lewis Hamilton     | McLaren             | 25   | Vítěz    | 2.  | + 1  |
| 2.  | Mark Webber        | Red Bull Racing     | 18   | + 1,571  | 1   | - 1  |
| 3.  | Robert Kubica      | Renault F1          | 15   | + 3,493  | 3   | 0    |
| 4.  | Felipe Massa       | Scuderia Ferrari    | 12   | + 8,264  | 6.  | + 2  |
| 5.  | Adrian Sutil       | Force India         | 10   | + 9,094  | 8.  | + 3  |
| 6.  | Nico Rosberg       | Mercedes GP         | 8    | + 12,359 | 8.  | + 2  |
| 7.  | Michael Schumacher | Mercedes GP         | 6    | + 15,548 | 21. | + 14 |
| 8.  | Kamui Kobajaši     | Sauber              | 4    | + 16,678 | 17. | + 9  |
| 9.  | Vitalij Petrov     | Renault F1          | 2    | + 23,358 | 23  | + 15 |
| 10. | Vitantonio Liuzzi  | Force India         | 1    | + 34,831 | 12. | + 2  |
| 11. | Pedro de la Rosa   | Sauber              | –    | + 36,019 | 24. | + 13 |
| 12. | Sebastien Buemi    | Scuderia Toro Rosso | –    | + 39,395 | 16. | + 4  |
| 13. | Jaime Alguersuari  | Scuderia Toro Rosso | –    | + 49,457 | 11. | - 2  |
| 14. | Nico Hülkenberg    | Williams            | –    | + 1 kola | 9.  | – 5  |
| 15. | Sebastian Vettel   | Red Bull Racing     | –    | + 1 kola | 4.  | - 11 |
| 16. | Heikki Kovalainen  | Lotus               | –    | + 1 kola | 13. | - 3  |
| 17. | Lucas di Grassi    | Virgin Racing       | –    | + 1 kola | 22. | + 5  |
| 18. | Timo Glock         | Virgin Racing       | –    | + 1 kola | 20. | + 2  |
| 19. | Jarno Trulli       | Lotus               | –    | + 1 kola | 15. | - 4  |
| 20. | Sakon Jamamoto     | HRT F1              | –    | + 2 kola | 19. | – 1  |
| –   | Fernando Alonso    | Scuderia Ferrari    | –    | nedojel  | 10. |      |
| –   | Jenson Button      | McLaren             | –    | nedojel  | 5.  |      |
| –   | Bruno Senna        | HRT F1              | –    | nedojel  | 18. |      |
| –   | Rubens Barrichello | Williams            | –    | nedojel  | 7.  |      |

### Penalizace
Sebastian Vettel – Red Bull Racing – průjezd boxy za srážku s Buttonem

### Stupně vítězů
| #      | 1. místo       | 2. místo        | 3. místo      |
| ------ | -------------- | --------------- | ------------- |
| Jezdec | Lewis Hamilton | Mark Webber     | Robert Kubica |
| Tým    | McLaren        | Red Bull Racing | Renault F1    |

### Nejrychlejší kolo
Nejrychlejší kolo zajel Lewis Hamilton v 34. kole. Čas kola je 1:49,029.

### Postavení na startu/Kvalifikace
| #   | Jezdec                 | Tým                 | 1. část  | 2. část  | 3. část  |
| --- | ---------------------- | ------------------- | -------- | -------- | -------- |
| 1.  | Mark Webber            | Red Bull Racing     | 1:57,352 | 1:47,253 | 1:45,778 |
| 2.  | Lewis Hamilton         | McLaren             | 1:56,706 | 1:46,211 | 1:45,863 |
| 3.  | Robert Kubica          | Renault F1          | 1:56,041 | 1:47,320 | 1:46,100 |
| 4.  | Sebastian Vettel       | Red Bull Racing     | 1:58,487 | 1:47,245 | 1:46,127 |
| 5.  | Jenson Button          | McLaren             | 1:58,323 | 1:47,322 | 1:46,314 |
| 6.  | Felipe Massa           | Scuderia Ferrari    | 1:58,323 | 1:47,322 | 1:46,314 |
| 7.  | Rubens Barrichello     | Williams            | 1:55,757 | 1:47,797 | 1:46,602 |
| 8.  | Adrian Sutil           | Force India         | 1:58,730 | 1:47,292 | 1:46,659 |
| 9.  | Nico Hülkenberg        | Williams            | 1:55,442 | 1:47,821 | 1:47,053 |
| 10. | Fernando Alonso        | Scuderia Ferrari    | 1:57,023 | 1:47,544 | 1:47,441 |
| 11. | Jaime Alguersuari      | Scuderia Toro Rosso | 1:58,944 | 1:48,267 |          |
| 12. | Vitantonio Liuzzi      | Force India         | 2:01,102 | 1:48,680 |          |
| 13. | Heikki Kovalainen      | Lotus               | 2:01,343 | 1:50,980 |          |
| 14. | Nico Rosberg+          | Mercedes GP         | 1:54,826 | 1:47,885 |          |
| 15. | Jarno Trulli           | Lotus               | 2:01,491 |          |          |
| 16. | Sebastien Buemi++      | Scuderia Toro Rosso | 2:00,386 | 1:49,209 |          |
| 17. | Kamui Kobajaši         | Sauber              | 2:02,284 |          |          |
| 18. | Bruno Senna            | HRT F1              | 2:03,612 |          |          |
| 19. | Sakon Jamamoto         | HRT F1              | 2:03,941 |          |          |
| 20. | Timo Glock+++          | Virgin Racing       | 2:01,316 | 1:52,049 |          |
| 21. | Michael Schumacher++++ | Mercedes GP         | 1:56,313 | 1:47,874 |          |
| 22. | Lucas di Grassi        | Virgin Racing       | 2:18,754 |          |          |
| 23. | Vitalij Petrov         | Renault F1          | bez času |          |          |
| 24. | Pedro de la Rosa+++++  | Sauber              | 2:05,294 |          |          |

+ Nico Rosberg byl penalizován ztrátou 5 míst za výměnu převodovky.

++ Sebastien Buemi byl penalizován ztrátou 3 míst za blokování Rosberga v kvalifikaci.

+++ Timo Glock byl penalizován ztrátou 5 míst za blokování Jamamoty v 1. části kvalifikace.

++++Michael Schumacher byl penalizován ztrátou 10 míst za nebezpečné blokování Barrichella v Maďarsku.

+++++Pedro de la Rosa byl penalizován ztrátou 10 míst na startu za výměnu motoru.

## Tréninky

### 3. Trénink
| #   | Jezdec             | Tým                 | Čas      |
| --- | ------------------ | ------------------- | -------- |
| 1.  | Mark Webber        | Red Bull Racing     | 1:46,106 |
| 2.  | Lewis Hamilton     | McLaren             |          |
| 3.  | Sebastian Vettel   | Red Bull Racing     |          |
| 4.  | Jenson Button      | McLaren             |          |
| 5.  | Robert Kubica      | Renault F1          |          |
| 6.  | Fernando Alonso    | Scuderia Ferrari    |          |
| 7.  | Felipe Massa       | Scuderia Ferrari    |          |
| 8.  | Adrian Sutil       | Force India         |          |
| 9.  | Nico Hülkenberg    | Williams            |          |
| 10. | Kamui Kobajaši     | Sauber              |          |
| 11. | Pedro de la Rosa   | Sauber              |          |
| 12. | Vitalij Petrov     | Renault F1          |          |
| 13. | Rubens Barrichello | Williams            |          |
| 14. | Michael Schumacher | Mercedes GP         |          |
| 15. | Nico Rosberg       | Mercedes GP         |          |
| 16. | Sebastien Buemi    | Scuderia Toro Rosso |          |
| 17. | Jaime Alguersuari  | Scuderia Toro Rosso |          |
| 18. | Vitantonio Liuzzi  | Force India         |          |
| 19. | Jarno Trulli       | Lotus               |          |
| 20. | Bruno Senna        | HRT F1              |          |
| 21. | Heikki Kovalainen  | Lotus               |          |
| 22. | Lucas di Grassi    | Virgin Racing       |          |
| 23. | Timo Glock         | Virgin Racing       |          |
| 24. | Sakon Jamamoto     | HRT F1              |          |

## Závod kolo po kole
| # | 1                           | 2                           | 3                           | 4                           | 5                           | 6                           | 7                           | 8                           | 9                           | 10                          | 11                          | 12                          | 13                          | 14                          | 15                          | 16                          | 17                          | 18                          | 19                          | 20                          | 21                          | 22                          | 23                          | 24                          | 25                          | 26                          | 27                          | 28                          | 29                          | 30                          | 31                          | 32                          | 33                          | 34                          | 35                          | 36                          | 37                          | 38                          | 39                          | 40                          | 41                          | 42                          | 43                          | 44                          |                             |
|   |                             |                             |                             |                             |                             |                             |                             |                             |                             |                             |                             |                             |                             |                             |                             |                             |                             |                             |                             |                             |                             |                             |                             |                             |                             |                             |                             |                             |                             |                             |                             |                             |                             |                             |                             |                             |                             |                             |                             |                             |                             |                             |                             |                             |                             |
| 0 | plánovaná zastávka v boxech | plánovaná zastávka v boxech | plánovaná zastávka v boxech | plánovaná zastávka v boxech | plánovaná zastávka v boxech | plánovaná zastávka v boxech | plánovaná zastávka v boxech | plánovaná zastávka v boxech | plánovaná zastávka v boxech | plánovaná zastávka v boxech | plánovaná zastávka v boxech | plánovaná zastávka v boxech | plánovaná zastávka v boxech | plánovaná zastávka v boxech | plánovaná zastávka v boxech | plánovaná zastávka v boxech | plánovaná zastávka v boxech | plánovaná zastávka v boxech | plánovaná zastávka v boxech | plánovaná zastávka v boxech | plánovaná zastávka v boxech | plánovaná zastávka v boxech | plánovaná zastávka v boxech | plánovaná zastávka v boxech | plánovaná zastávka v boxech | plánovaná zastávka v boxech | plánovaná zastávka v boxech | plánovaná zastávka v boxech | plánovaná zastávka v boxech | plánovaná zastávka v boxech | plánovaná zastávka v boxech | plánovaná zastávka v boxech | plánovaná zastávka v boxech | plánovaná zastávka v boxech | plánovaná zastávka v boxech | plánovaná zastávka v boxech | plánovaná zastávka v boxech | plánovaná zastávka v boxech | plánovaná zastávka v boxech | plánovaná zastávka v boxech | plánovaná zastávka v boxech | plánovaná zastávka v boxech | plánovaná zastávka v boxech | plánovaná zastávka v boxech | plánovaná zastávka v boxech |
| 0 | penalizace                  | penalizace                  | penalizace                  | penalizace                  | penalizace                  | penalizace                  | penalizace                  | penalizace                  | penalizace                  | penalizace                  | penalizace                  | penalizace                  | penalizace                  | penalizace                  | penalizace                  | penalizace                  | penalizace                  | penalizace                  | penalizace                  | penalizace                  | penalizace                  | penalizace                  | penalizace                  | penalizace                  | penalizace                  | penalizace                  | penalizace                  | penalizace                  | penalizace                  | penalizace                  | penalizace                  | penalizace                  | penalizace                  | penalizace                  | penalizace                  | penalizace                  | penalizace                  | penalizace                  | penalizace                  | penalizace                  | penalizace                  | penalizace                  | penalizace                  | penalizace                  | penalizace                  |
| 0 | nedokončil závod            | nedokončil závod            | nedokončil závod            | nedokončil závod            | nedokončil závod            | nedokončil závod            | nedokončil závod            | nedokončil závod            | nedokončil závod            | nedokončil závod            | nedokončil závod            | nedokončil závod            | nedokončil závod            | nedokončil závod            | nedokončil závod            | nedokončil závod            | nedokončil závod            | nedokončil závod            | nedokončil závod            | nedokončil závod            | nedokončil závod            | nedokončil závod            | nedokončil závod            | nedokončil závod            | nedokončil závod            | nedokončil závod            | nedokončil závod            | nedokončil závod            | nedokončil závod            | nedokončil závod            | nedokončil závod            | nedokončil závod            | nedokončil závod            | nedokončil závod            | nedokončil závod            | nedokončil závod            | nedokončil závod            | nedokončil závod            | nedokončil závod            | nedokončil závod            | nedokončil závod            | nedokončil závod            | nedokončil závod            | nedokončil závod            | nedokončil závod            |